# 乔伊·克劳福德
约瑟夫·“乔伊”·克劳福德（英語：Joseph "Joey" Crawford，1951年8月31日—），出生于美国宾夕法尼亚州费城，是一名美国篮球裁判，从1977年开始在NBA执法至今，它的背号为17。克劳福德是NBA中经验最丰富、执法最严厉的裁判之一，他还因为给予球员、教练技术犯规而知名。克劳福德是目前全聯盟執法場數最多的球證并且从1986年至2016年除了2007年之外每年都在总决赛中担任裁判。除了季后赛，克劳福德还在1986年、1992年、2000年的NBA全明星赛，以及1993年在德国慕尼黑举办的麦当劳冠军赛中担任裁判。在2016年球季完結後，哥羅福終結39年的NBA執法生涯，掛哨退休。

## 家庭
乔伊·克劳福德的父亲沙格·克劳福德（Shag Crawford）在1956年至1975年间在美国职棒大联盟的国家联盟担任裁判，而他的兄弟杰里·克劳福德（Jerry Crawford）则在1976年至2010年在美国职棒大联盟担任裁判。克劳福德最初居住在宾夕法尼亚州的Newtown Square。克劳福德现已结婚，并有3个孩子。

## 职业生涯早期
克劳福德最初于1970年至1977年间在宾夕法尼亚州的高中比赛中执法，后来于1974年至1977年在大陆篮球协会担任裁判。1977年，时年25岁的克劳福德被NBA聘用为裁判。

## NBA裁判生涯

### 里程碑
克劳福德执法的第2000场比赛是2005年11月11日洛杉矶湖人与费城76人之间的比赛。他是NBA中达到这一里程碑的第6位裁判。

### 驱逐蒂姆·邓肯事件
在2007年4月15日圣安东尼奥马刺对阵达拉斯小牛的比赛中，克劳福德以马刺当家球星蒂姆·邓肯在场下休息时有意嘲笑他为由，将后者先后处以两次技术犯规，罚出场外。他还称邓肯对他在言语上有所咒骂，邓肯承认，克劳福德曾问他“是否想打架”。4月17日，联盟官方就此事件对克劳福德进行处罚，他被停職無法参与2006-07赛季剩余的常规赛以及2007年NBA季后赛的裁判工作，也因此中斷了他连续21个赛季执法总决赛的紀錄。联盟还对邓肯罚款25,000美元，原因是他对裁判有语言上的冒犯。大卫·斯特恩说，克劳福德的行为“没有达到我们期待的NBA裁判的专业性以及比赛管理标准”。克劳福德于7月30日与联盟官员讨论了他的未来，不过暂时未能得出结论。2007年9月17日，NBA宣布克劳福德恢复原职。大卫·斯特恩与他会面，并称“根据我与乔·克劳福德的会面情况，他承诺继续担当顾问并对比赛进行专业的评价，我对他理解我们所期待的比赛管理的专业性标准感到满意。他将能够以这样的标准来进行执法”。

## 外部連結
- 乔·克劳福德在Basketball-Reference.com（裁判）（英语）